# Matrículas automovilísticas de Mongolia

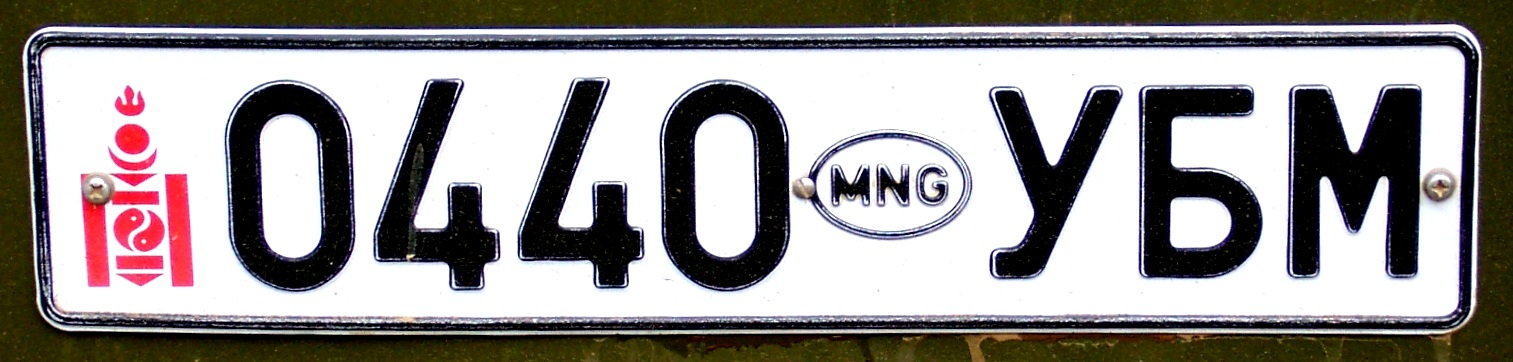
Matrícula mongola moderna (УБ significa Ulan Bator).

Las matrículas usadas en Mongolia generalmente hacen uso de un fondo de color blanco y una tipografía de color negro. Los códigos usados se escriben en una o dos líneas, siendo las de una línea de tamaño similar al europeo estándar, de 520 por 110 milímetros. Las diferentes combinaciones posibles se componen de un total de cuatro cifras, seguidas de tres caracteres cirílicos, siendo las dos primeras las indicadoras de la zona en la que se ha registrado la matrícula. Recientemente se ha añadido al borde izquierdo un símbolo soyombo de color rojo; y un pictograma ovalado con los caracteres MNG en su interior (Anteriormente MGL), que sirve como separación entre el grupo de cifras y el de letras. Las matrículas más antiguas carecen de estos símbolos. Las matrículas correspondientes al cuerpo diplomático comienzan por los caracteres ДК, de color blanco sobre un fondo rojo, y se completan con dos grupos de dos dígitos.
Códigos por aymag:
| Código | Aimag                            |
| ------ | -------------------------------- |
| АР     | Arhangai                         |
| БН     | Bayanhongor                      |
| БӨ     | Bayan-Ölgiy                      |
| БУ     | Bulgan                           |
| ЧО     | Choybalsan                       |
| ДА     | Darhan                           |
| ДН     | Dornod                           |
| ДО     | Dornogobi                        |
| ДУ     | Dundgobi                         |
| ЭТ     | Erdenet                          |
| ГО     | Govi-Altay                       |
| ХЭ     | Hentiy                           |
| ХО     | Hovd                             |
| ХӨ     | Hövsgöl                          |
| НА     | Nalaich (Distrito de Ulán Bator) |
| ӨМ     | Ömnögovi                         |
| ӨВ     | Övörhangai                       |
| СЭ     | Selenge                          |
| СУ     | Sühbaatar                        |
| СБ     | Sukhbaatar                       |
| ТӨ     | Töv                              |
| УБ     | Ulán Bator                       |
| УВ     | Uvs                              |
| ЗА     | Zavhan                           |

## Enlaces
- Datos y fotos de matrículas de Mongolia (en español)
- Matrículas de Mongolia

- Datos: Q761831
- Multimedia: License plates of Mongolia / Q761831